# Eleutherodactylidae
Famille
Famille
Les Eleutherodactylidae sont une famille d'amphibiens. 

## Classification
La famille des Eleutherodactylidae est décrite en 1954 par Bertha Maria Julia Lutz (1894-1976),. 
Celle-ci est notée éteinte selon Paleobiology Database en 2023.

## Répartition
Les espèces des quatre genres de cette famille se rencontrent du Sud des États-Unis au Nord de l'Amérique du Sud.

## Liste des sous-familles et genres
Selon Amphibian Species of the World (19 novembre 2016) :
- sous-famille des Eleutherodactylinae Lutz, 1954
  - genre Diasporus Hedges, Duellman & Heinicke, 2008
  - genre Eleutherodactylus Duméril & Bibron, 1841
- sous-famille des Phyzelaphryninae Hedges, Duellman & Heinicke, 2008
  - genre Adelophryne Hoogmoed & Lescure, 1984
  - genre Phyzelaphryne Heyer, 1977

### Publication originale
- Lutz , 1954 : The Frogs of the Federal District of Brazil. Memórias do Instituto Oswaldo Cruz, vol. 52, no 1, p. 207-226 (texte intégral).